# Музей изящных искусств Севильи

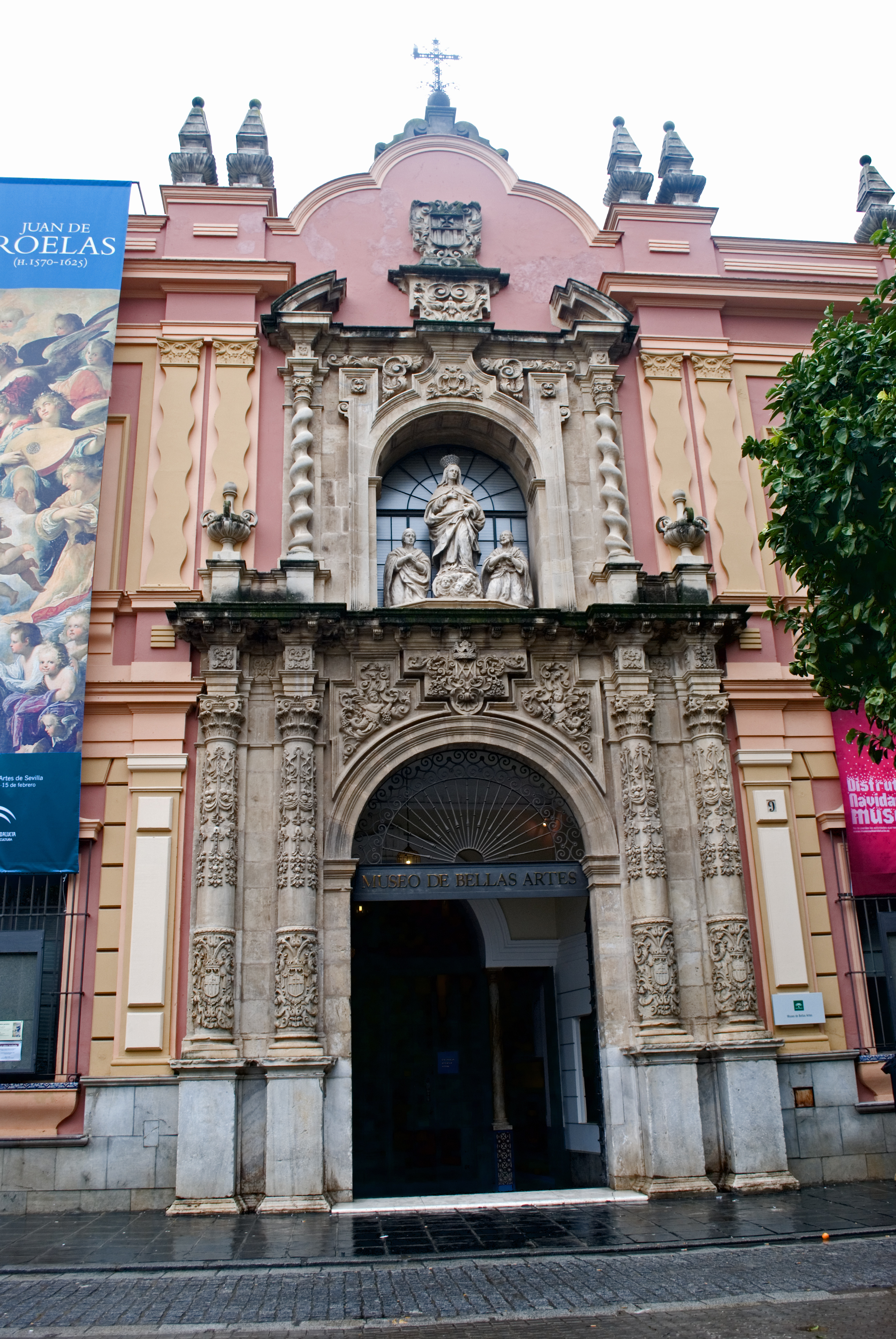
Фасад музея

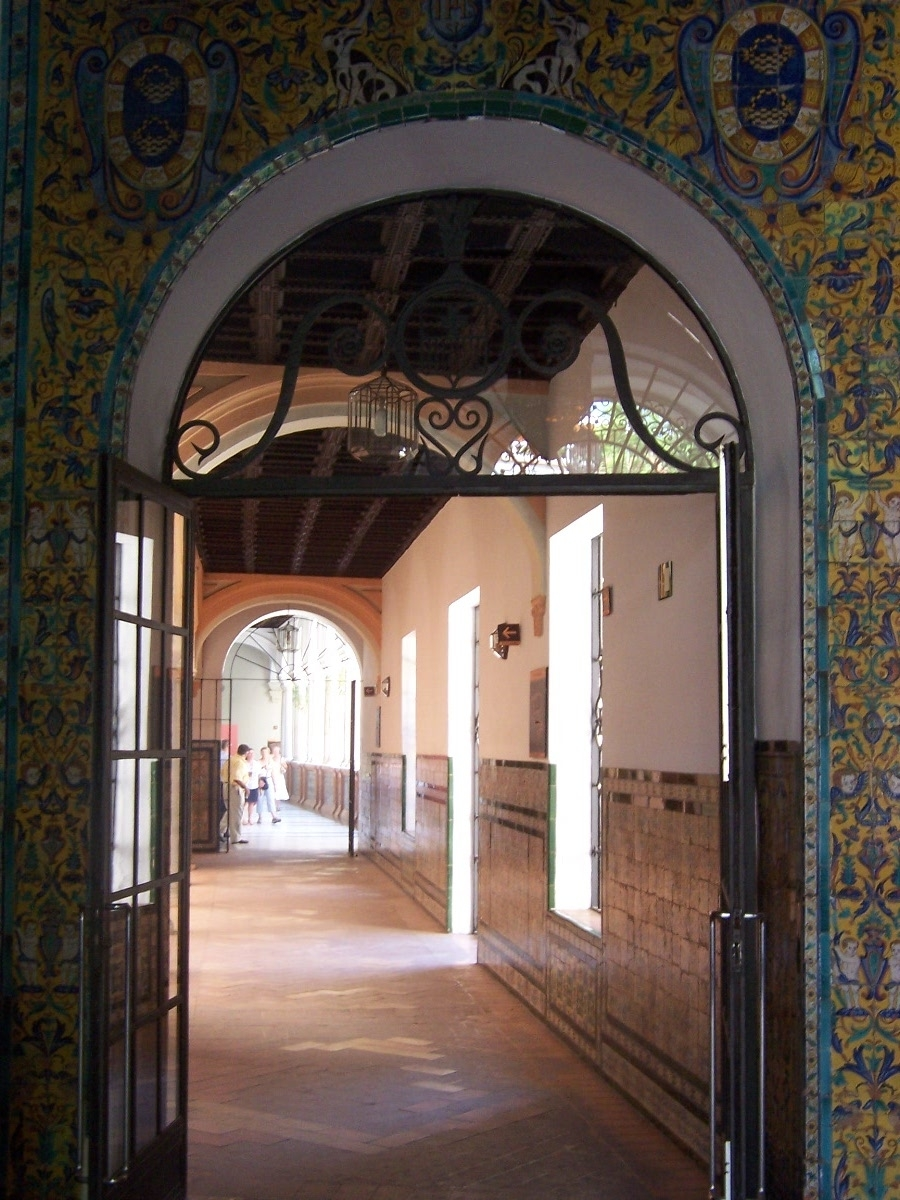
Интерьер музея

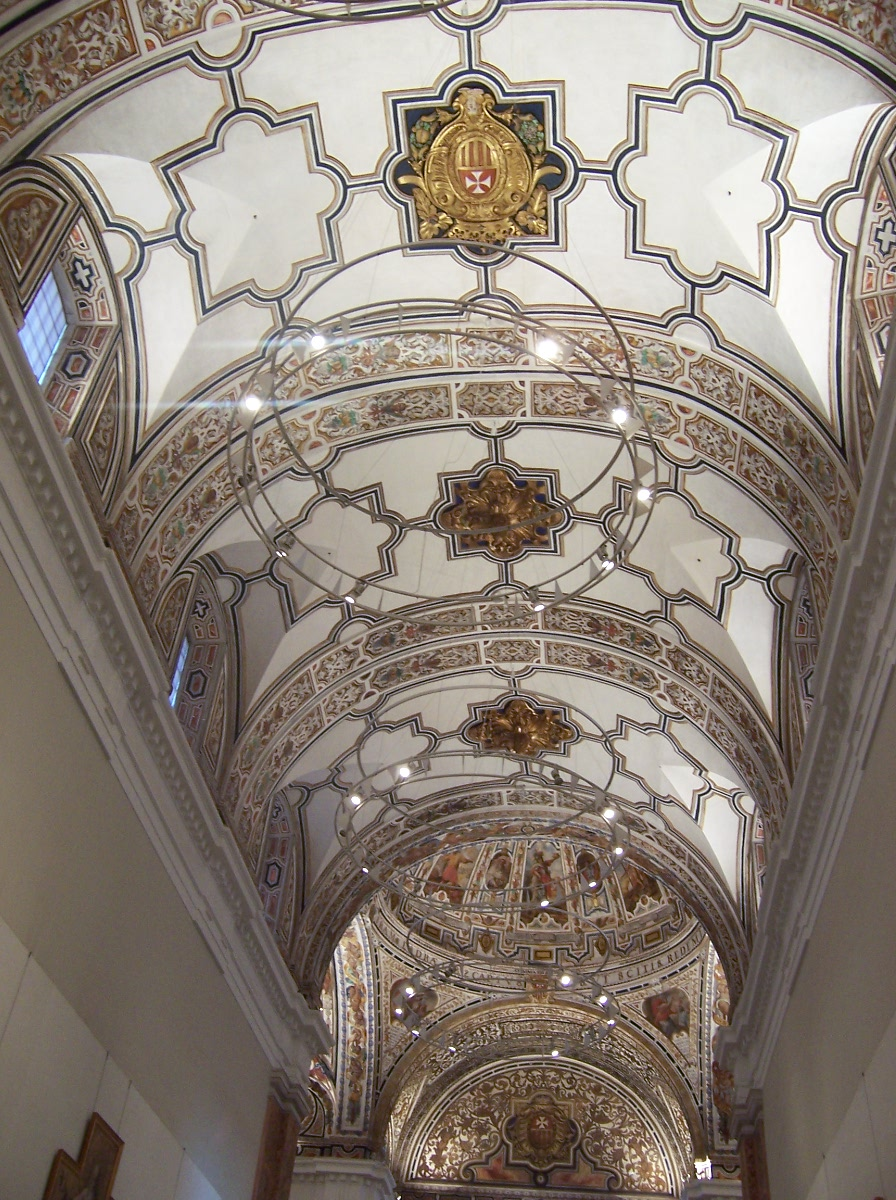

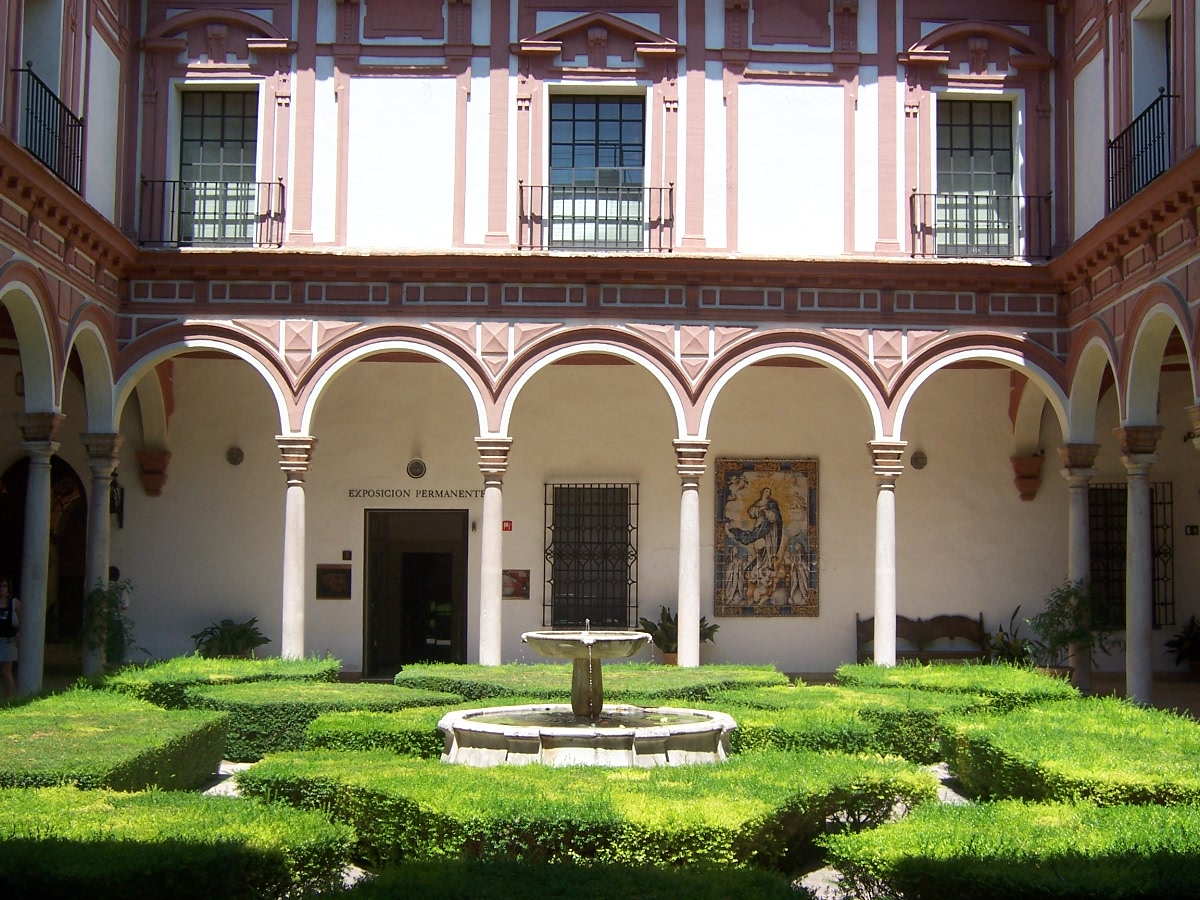
Внутренний двор музея

Музей изящных искусств Севильи (исп.  Museo de Bellas Artes de Sevilla) — художественный музей в Севилье (Испания).

## История
Здание, в котором сейчас находится музей, первоначально принадлежало монастырю ордена Мерсед Кальсада де ла Асунсьон, основанному Петром Ноласко во времена короля Фердинанда III. После взятия города 22 ноября 1248 года король выделил участок земли для строительства монастыря. Здание начал строить архитектор Хуан де Овьедо в стиле мудехар, в 1668 году строительство было завершено. Во времена французской оккупации в 1810 году здание сильно пострадало от пожара.
16 сентября 1835 года после восстановления и перестройки в здании был открыт музей. В 1868—1869 годах здание было вновь существенно реконструировано. После всех перестроек фасад здания приобрёл классические черты. Такой же характер носит и центральная лестница, строго оформленная пилястрами и фронтонами. Самой интересной частью здания являются внутренние дворы (патио), которые были характерны для многих построек Севильи на протяжении нескольких веков. Для оформления галерей внутренних дворов и вестибюля музея использована севильская керамика. В патио дель Алхибес находится замечательное керамическое панно с изображением мадонны, покровительницы монахов-доминиканцев, выполненное Христофором Аугуста в 1577 году и ранее находившееся в монастыре Мадре-де-Дьос. Другие образцы керамики относятся к первой трети XVI века, но не известно для какого здания они были первоначально изготовлены. В оформлении вестибюля и патио также использованы изразцы из монастыря святого Павла.
Фасад здания выходит на Пласа дель Мусео (площадь Музея), на которой в 1864 году был установлен памятник Мурильо работы скульптора де Медина. В качестве музейного здания используется и монастырская церковь, которую специально не перестраивали, лишь пробили большое окно для улучшения освещения.

## Коллекция
Первоначальная коллекция музея формировалась из картин и скульптур из ближайших церквей и монастырей, поэтому наиболее широко здесь представлена религиозная живопись, причём преобладают работы севильских художников, написанные в стиле барокко.
В коллекции широко представлены работы таких художников, как Мурильо, Веласкес, Сурбаран, Хуан де Вальдес Леаль, Франсиско Эррера Старший, Лукас Вальдес, Гонсало Бильбао. Также представлены в музее Лукас Кранах Старший, Эль Греко (портрет сына Хорхе Мануэля) и Мартин де Вос.
В настоящее время в музее 14 залов общей площадью 7775 м²:
- Зал I: Испанское средневековое искусство.
- Зал II: Искусство эпохи Возрождения.
- Зал III: Франсиско Пачеко и его школа.
- Зал IV: Маленькие шедевры.
- Зал V: Великие мастера Севильи (в бывшей церкви монастыря).
- Зал VI: Барокко Севильи.
- Зал VII: Мурильо и его ученики.
- Зал VIII: Хуан де Вальдес Леаль.
- Зал IX: Живопись европейского барокко.
- Зал X: Живопись Франсиско де Сурбарана. Скульптура из монастырей.
- Зал XI: Испанская живопись восемнадцатого века.
- Зал XII: Севильская живопись XIX века, переход от романтизма к реализму.
- Зал XIII: Живопись в стиле романтизма.
- Зал XIV: Севильская живопись первой половины XX века.

## Галерея работ из коллекции музея

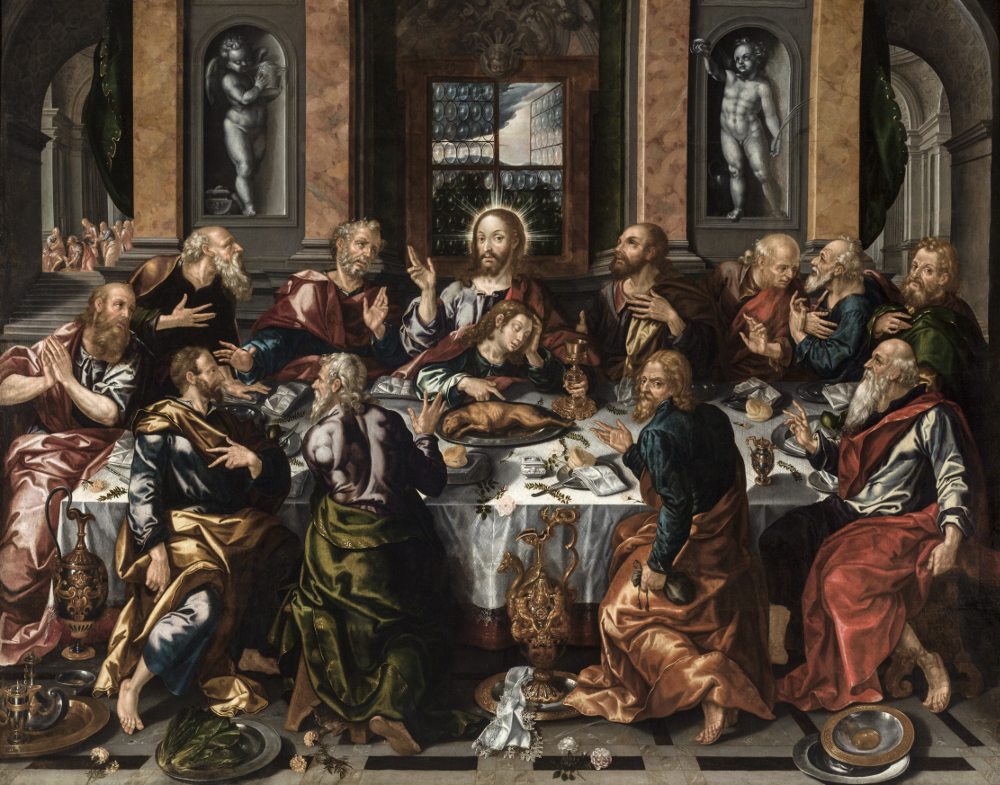
Алонсо Васкес. Святая вечеря
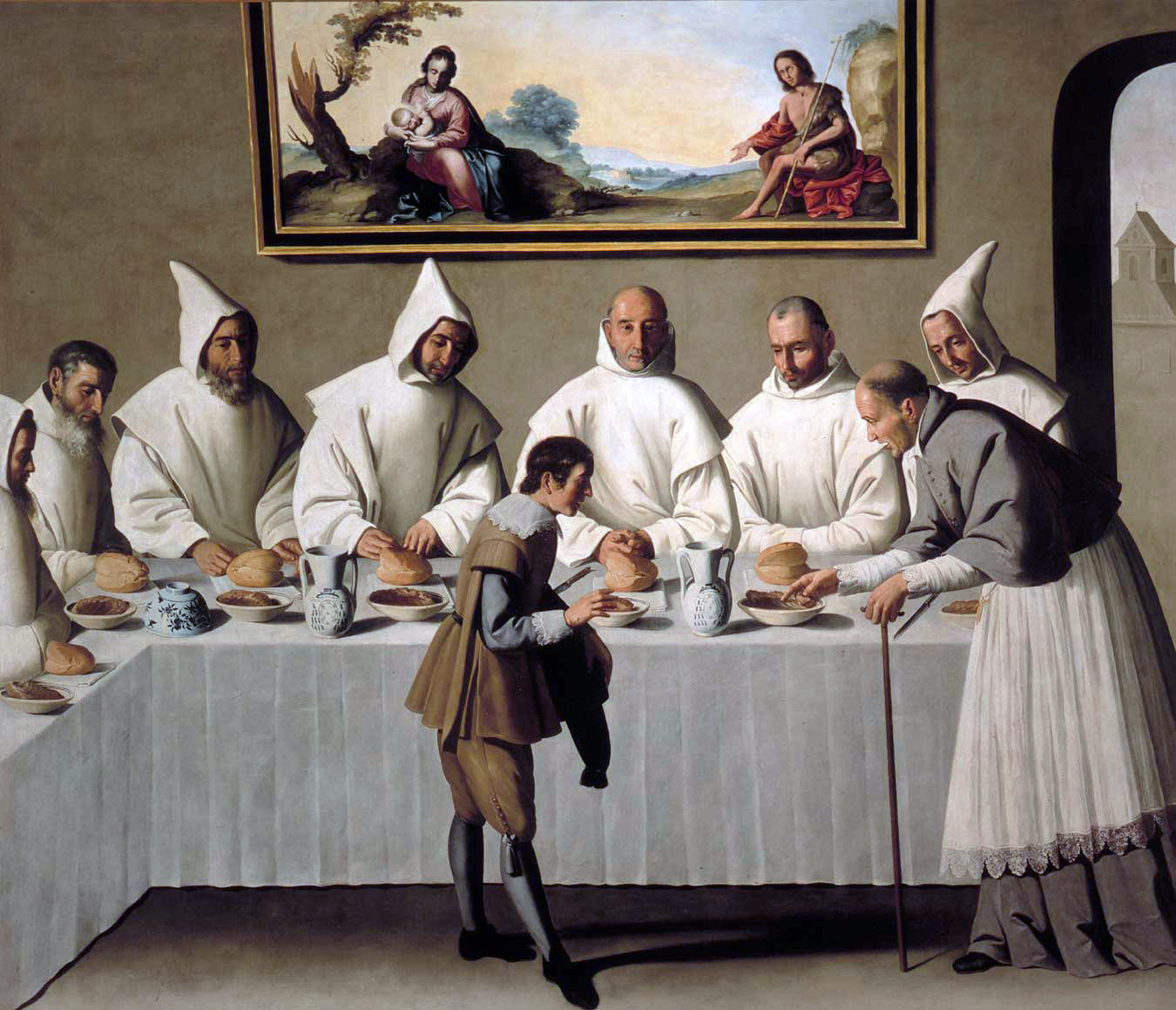
Франсиско Сурбаран. Чудо святого Гуго Гренобльского в трапезной монастыря
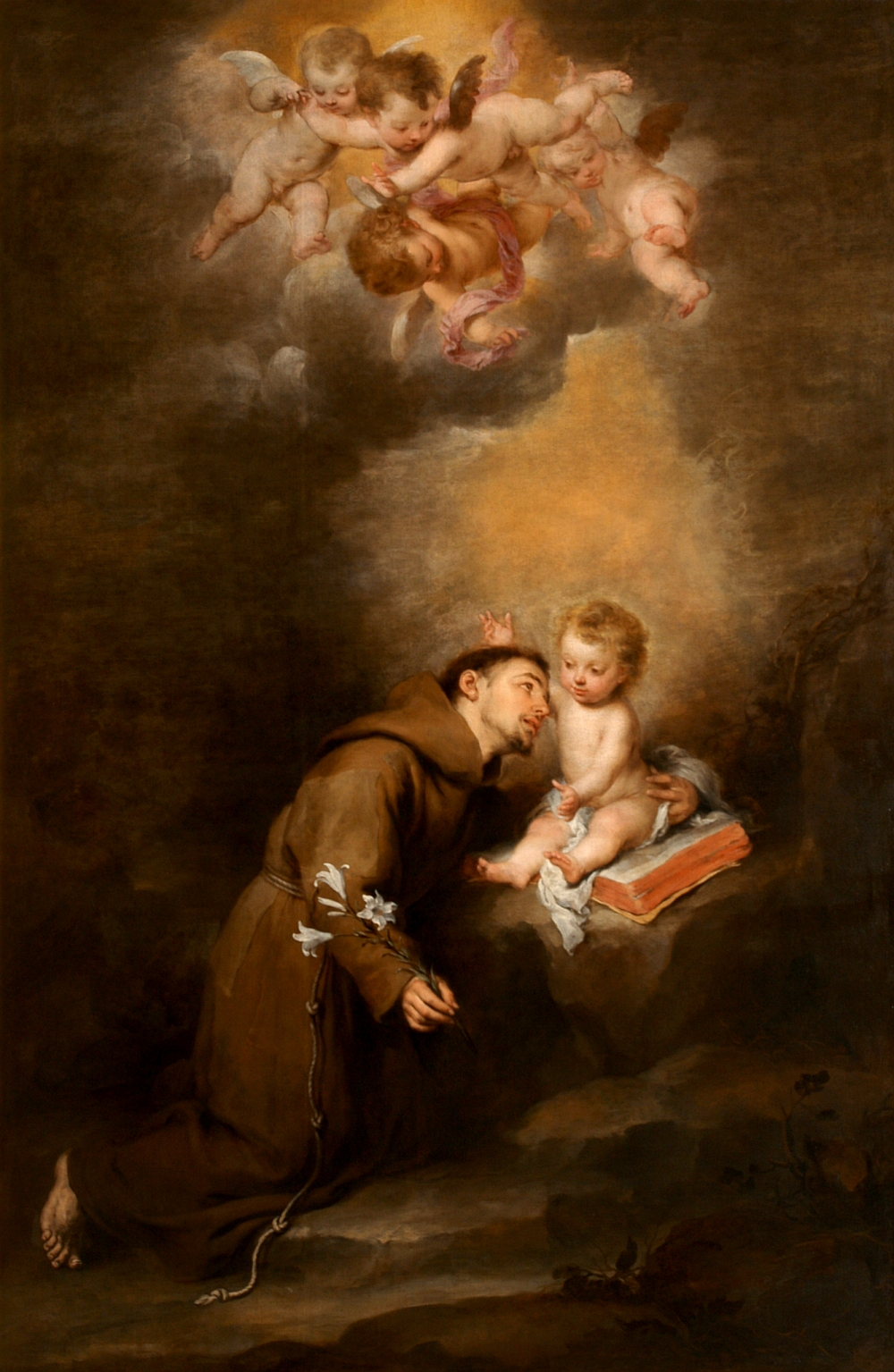
Мурильо. Святой Антонио де Падуа с младенцем
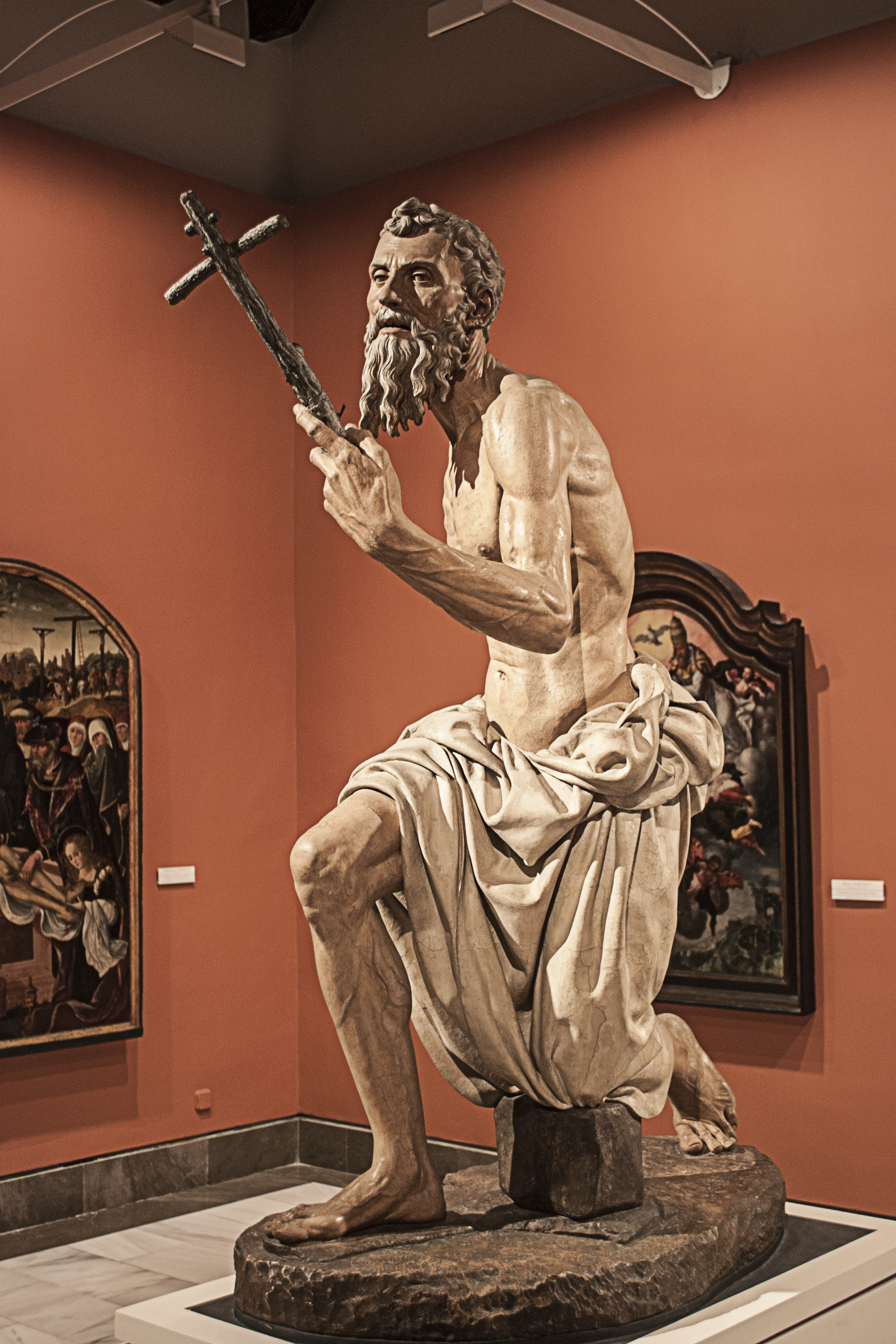
Пьетро Торриджиано. Святой Иероним
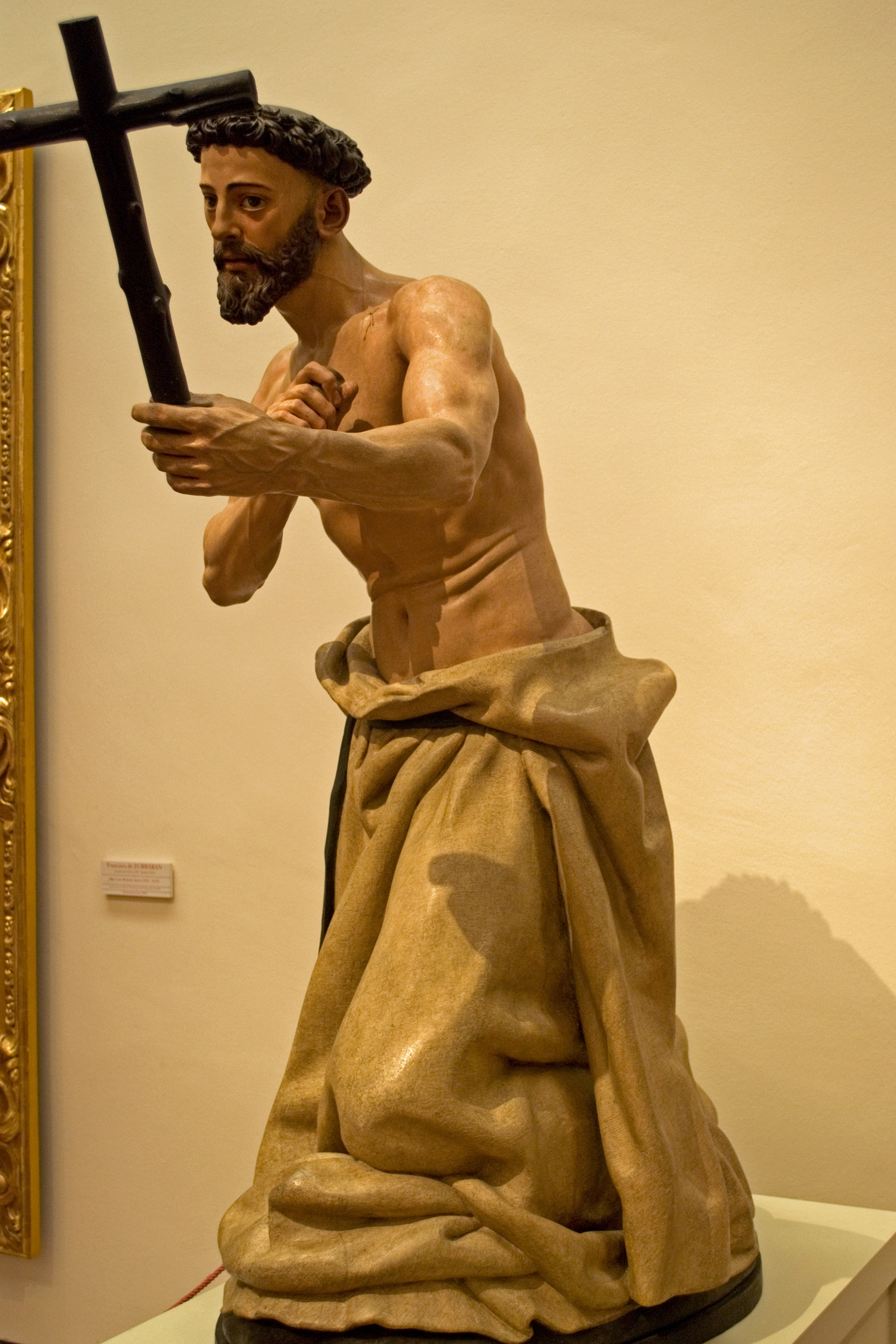
Хуан Мартинес Монтаньес. Святой Доминик
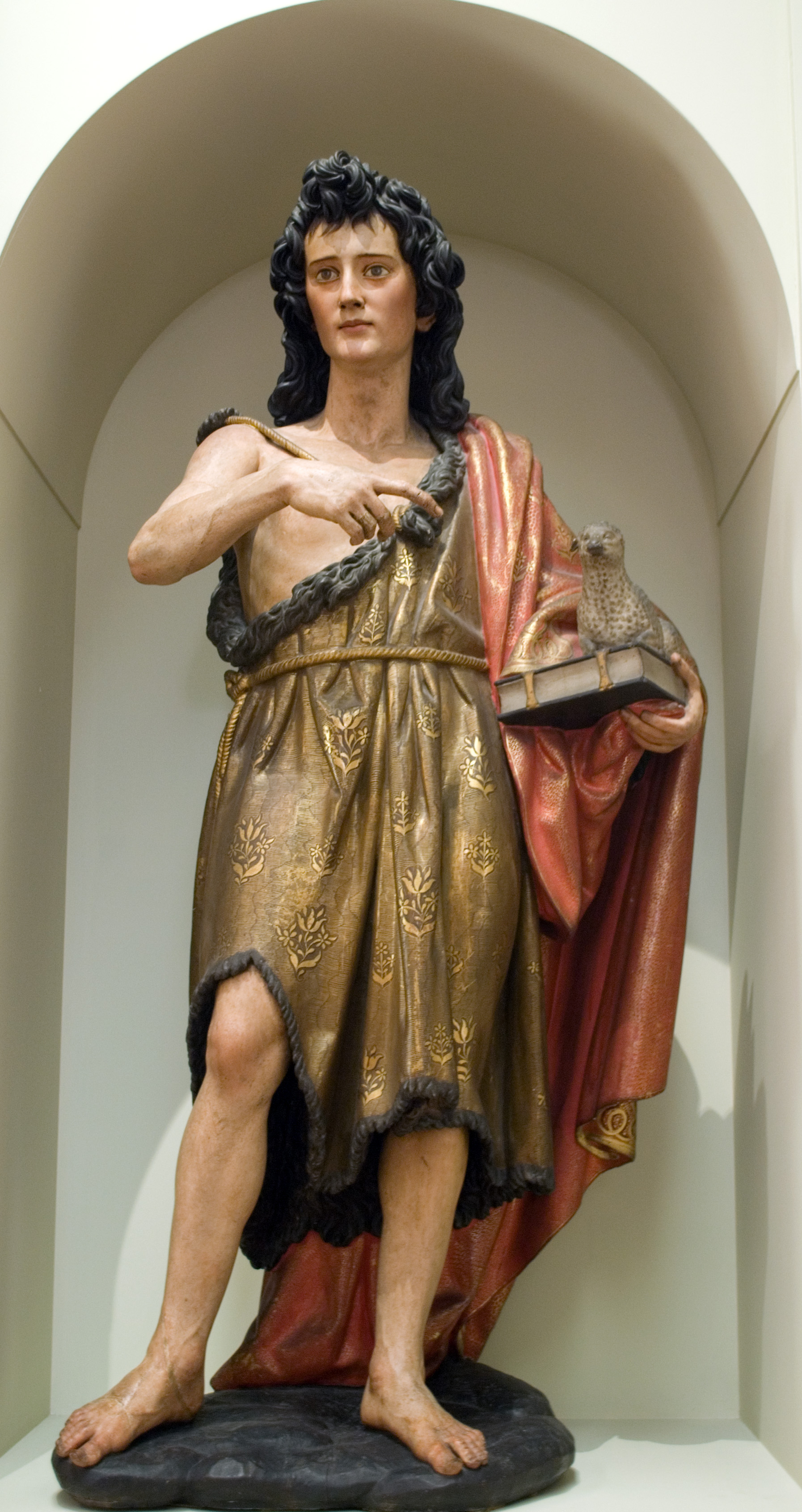
Хуан де Меса. Иоанн Креститель
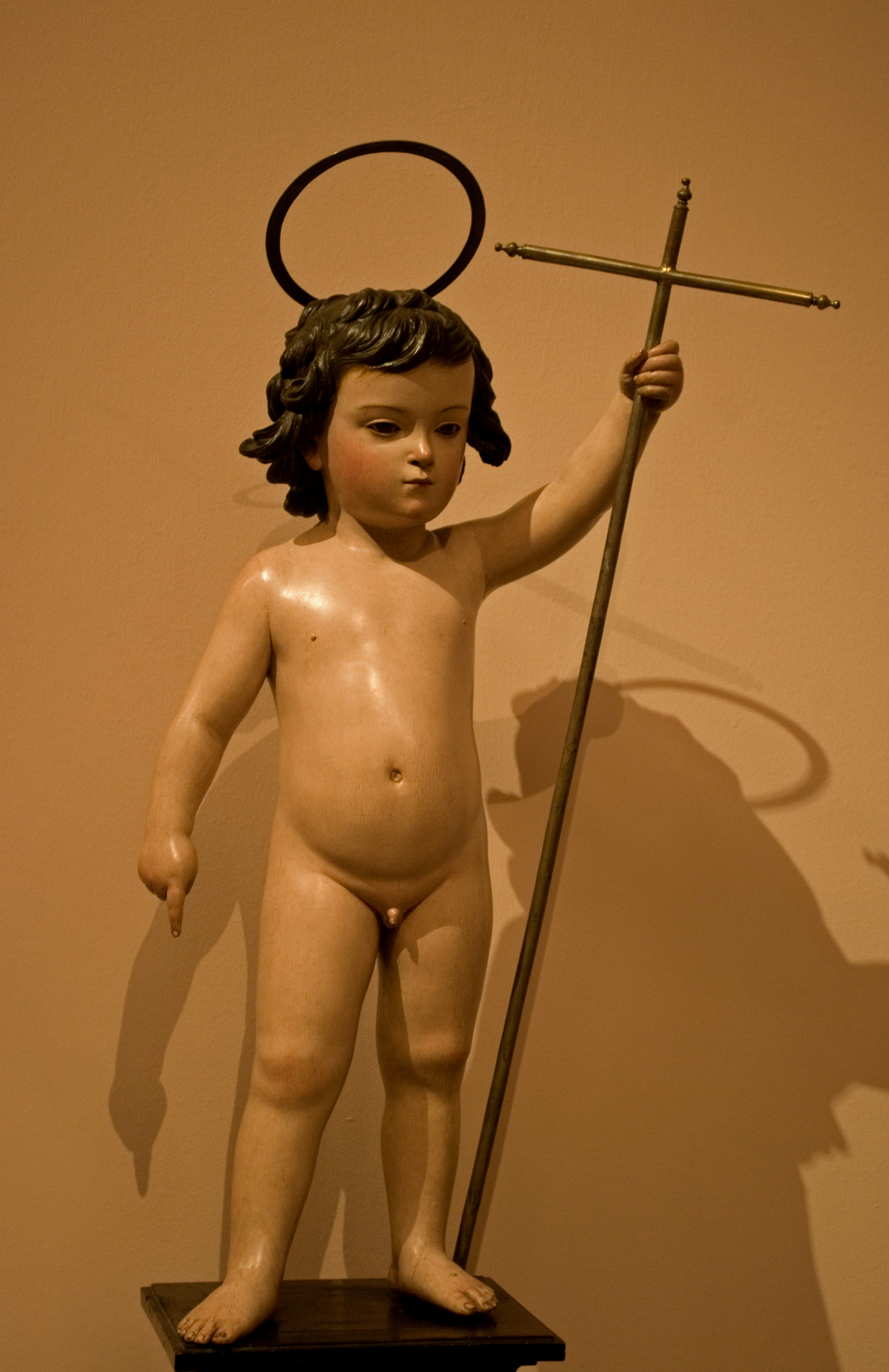
Педро де Мена. Иоанн Креститель